# Tu che non mi conoscevi/Solitudine
Tu che non mi conoscevi/Solitudine è il nono singolo del gruppo statunitense Wess & The Airedales, pubblicato dalla Durium nel 1970, che anticipa l'album Superwess (1971).

## I brani

### Tu che non mi conoscevi
Tu che non mi conoscevi, cover italiana di In the Chapel in the Moonlight, è il brano presentato al Cantagiro 1970; il testo italiano è di Pino Mendes, mentre il testo originale e la musica sono di Billy Hill, presente sul lato A del disco.

### Solitudine
Solitudine, presente sul lato B del disco, è il brano scritto e composto da Alberto Anelli, Vito Pallavicini, Felice Piccarreda e Mario Rapallo.

## Tracce
1. Tu che non mi conoscevi (In the Chapel in the Moonlight) – 2:17 (Billy Hill – testo italiano: Pino Mendes) – Festivalbar 1970
2. Solitudine – 3:12 (Anelli-Pallavicini-Lubiak-Rapallo)